# Agustina de Aragão

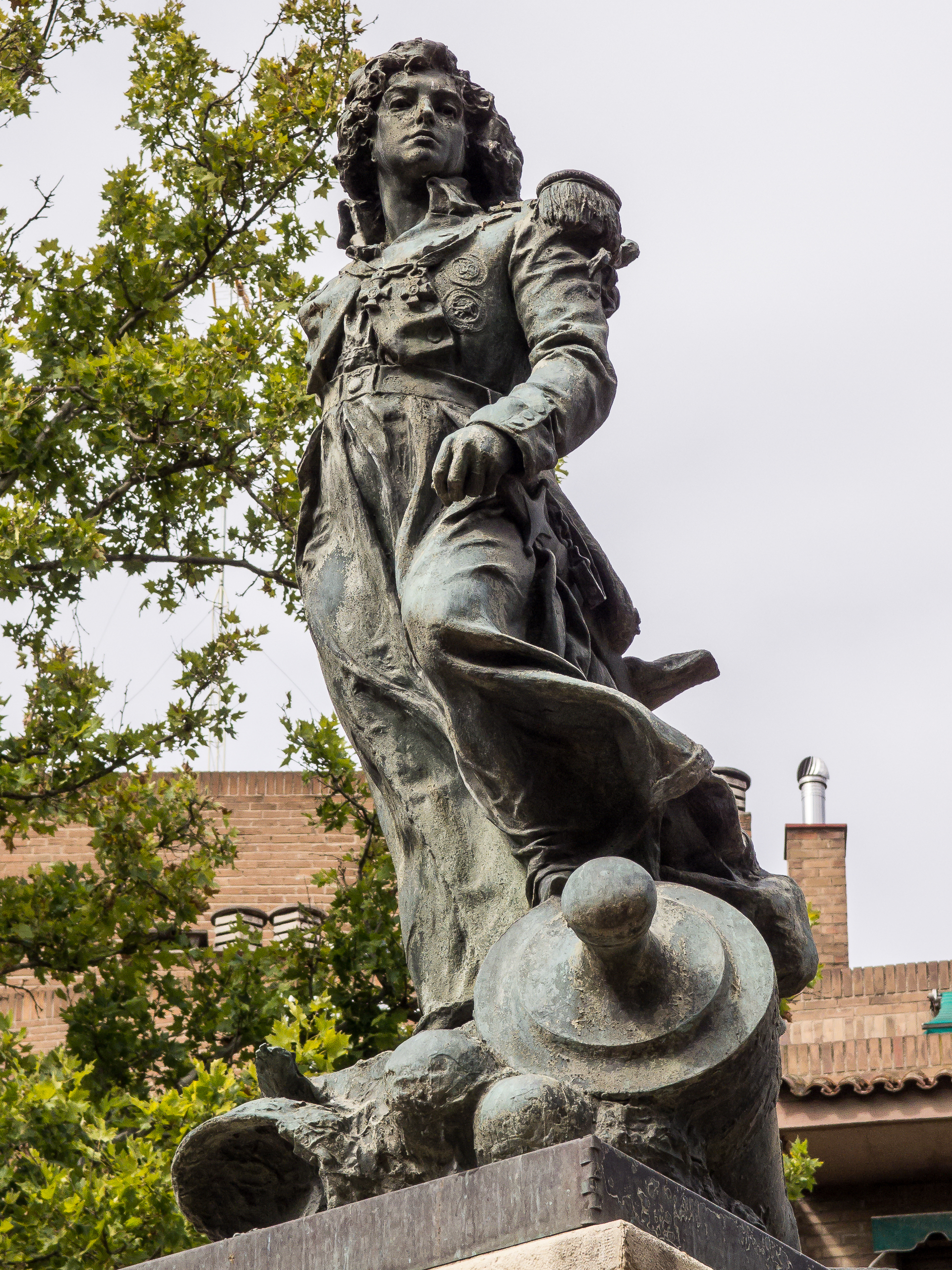
Imagem da Estátua de Agustina de Aragão.

Agustina Raimunda Maria Saragossa Domènech, ou Agustina de Aragão (Reus, 4 de março de 1786 - Ceuta, 29 de maio de 1857) foi uma heroína espanhola que defendeu a Espanha durante a Guerra Peninsular, primeiro como civil e mais tarde como um profissional oficial no exército espanhol. Conhecida como a "Joana d'Arc espanhola", ela tem sido objeto de muito folclore, mitologia e arte, incluindo esboços de Francisco de Goya e a poesia de Lord Byron.

## Cerco de Zaragoza
No verão de 1808, Zaragoza foi uma das últimas cidades do norte da Espanha a não ter caído nas forças de Napoleão Bonaparte e, portanto, no momento do cerco, um grande número de refugiados fugiam do Grande Armée. No início de junho, os franceses começaram a avançar em Zaragoza, que não havia visto uma guerra por cerca de 450 anos, e  a cidade foi ocupada por uma pequena força provincial sob José de Palafox, cujo heroísmo viria a rivalizar com Agustina.

### O Duque de Saragoça de Goya
Em 15 de junho de 1808, o exército francês invadiu o Portillo, um antigo portão para a cidade, defendido por uma barreira de canhões velhos e uma unidade de voluntários fortemente em número. Agustina, chegando nas muralhas com uma cesta de maçãs para alimentar os artilheiros, observou os defensores próximos serem atacados pelas baionetas francesas. As tropas espanholas derrubaram as fileiras, mas sofreram grandes baixas e abandonaram suas postagens. Com as tropas francesas a poucos metros de distância, Agustina correu para a frente, carregou um canhão e acendeu o fusível, destruindo uma onda de atacantes que adentravam na cidade.
A visão de uma mulher solitária bravamente agarrada aos canhões inspirou as tropas espanholas e outros voluntários a retornar e ajudá-la. Depois de uma luta sangrenta, os franceses desistiram da invasão a Zaragoza e abandonaram seu cerco por algumas breves semanas antes de voltar a se dirigirem para a cidade, casa por casa. Com o custo humano provando-se verdadeiramente terrível em ambos os lados e as defesas da cidade irremediavelmente comprometidas, Palafox finalmente aceitou o inevitável e foi forçado a entregar a cidade aos franceses. Apesar da eventual derrota, a ação de Agustina se tornou uma inspiração para aqueles que se opuseram aos franceses.

## Antecedentes
Os registros originais de Agustina sugerem que ela não era fervorosamente patriótica ou piedosa, mas uma menina comum motivada pela guerra. Nos costumes da época, uma mulher que assumia deveres encarados como masculinos representava um problema. No entanto, como o rei da Espanha, encarcerado em território francês, era considerado ungido de Deus, a Igreja Católica declarou o dever de todos os espanhóis tomar as armas contra seus captores.
Vários lugares afirmam ser o lugar de nascimento de Agustina. A maioria das biografias sugere que ela nasceu em Reus, em Tarragona, em 1786. Com uma idade precoce, sua família mudou-se para Madri. Ela mostrou uma independência mental desde uma idade precoce e os registros indicam que ela era um incômodo persistente, caminhando ao redor do quartel do Exército aos 13 anos.
Embora a história popular registre que ela se casou aos 16 anos, a idade de seu filho em sua morte é contestada, sugerindo que ela já poderia estar grávida no momento de seu casamento com um artilheiro chamado Joan Roca Vila-Seca. O nome de seu filho primogênito não aparece no registro popular, embora uma lápide indique que seu nome era Eugenio. Embora seu marido estivesse no exército enquanto a Guerra Peninsular estava acontecendo, ela o deixou abruptamente para retornar à casa de sua irmã em Zaragoza.

### Uma líder na resistência
A imagem de Agustina como salvadora de Zaragoza, no entanto, também ofuscou suas ações posteriores. Depois de ser capturada, ela foi presa e viu Eugenio morrer nas mãos dos guardas franceses. Posteriormente, montou uma fuga audaz e tornou-se uma líder rebelde de baixo nível para os guerrilheiros, ajudando a organizar vários ataques que assediaram os franceses. À medida que a situação estratégica se deteriorava para o exército francês, seu papel tornou-se cada vez mais ortodoxo, dado que os suprimentos e treinamentos eram secretamente oferecidos pelo duque de Wellington.

### Batalha de Vitória
Agustina começou a lutar pelas forças aliadas como única oficial feminino de Wellington e, finalmente, subiu ao posto de capitão. De acordo com algumas fontes, em 21 de junho de 1813, ela atuou como um comandante de bateria de linha de frente na Batalha de Vitória sob o comando do Major Cairncross, que relatou diretamente ao próprio Wellington. De acordo com o historiador Nick Lipscombe, autor de "Wellington's Guns: The Untold Story of Wellington e sua artilharia na península e em Waterloo", esse mito não é verdade. A Batalha de Vitória viu o exército francês - que ocupava a Espanha - ser efetivamente esmagado, além da reparação e expulsão do território espanhol.

### Vida posterior e morte
Depois da guerra, ela se casou com um médico e, nos últimos anos de vida, tornou-se uma figura familiar em Zaragoza, sendo vista como uma pessoa respeitável, costumando andar nos arredores do Portillo usando suas medalhas. Agustina de Aragão morreu aos 71 anos de idade, em Ceuta. Seus restos mortais foram postos na Igreja de Nossa Senhora do Pilar, mas em 14 de junho de 1908, foram levados para a Capela da Anunciação, na Igreja de Nossa Senhora (Nossa Senhora do Portillo).